# Yikes
Singles de Nicki Minaj
Tusa
(2019) Say So (Remix)
(2020)
Yikes est une chanson de la rappeuse trinidado-américaine Nicki Minaj, sortie le 7 février 2020 en tant que single promotionnel sous les labels Young Money Entertainment et Cash Money Records. La référence à l'activiste Rosa Parks dans les paroles de la chanson suscitent une polémique sur les réseaux sociaux avant sa sortie. Yikes atteint la 23e position dans le Billboard Hot 100, étendant ainsi le record du plus grand nombre d'entrées au classement pour une artiste féminine à 108.

## Développement et sortie
Minaj partage le 4 février 2020 une courte vidéo sur Twitter dans laquelle on la voit dans son studio d'enregistrement écouter un extrait de la chanson. L'extrait crée le buzz sur les réseaux sociaux, particulièrement pour les paroles faisant référence à Rosa Parks. Perçues comme négatives, les paroles sont d'autant plus critiquées qu'elles font surface lors de l'anniversaire de la figure emblématique des droits civiques, et durant le mois de l'histoire des Noirs. Minaj répond plus tard sur Instagram : « Je ne savais pas que quiconque était offensé. Rien à faire. #Yikes ». Le 6 février, elle publie la pochette du single sur Instagram et annonce sa sortie à minuit. La pochette montre Minaj et son mari Kenneth Petty dans une voiture de sport rouge, saluant les paparazzi.

## Composition et paroles
Lors d'une séance de questions-réponses avec ses fans sur Twitter, Minaj plaisante sur le contexte de la sortie de Yikes : 

« J’ai joué un extrait pour mes fans fous et ils m’ont obligé à le sortir. Ce sont des tyrans. Je n’avais qu’un seul couplet. Mon label m’a aussi harcelée. J’ai été intimidée. »

Elle continue sur le processus d'enregistrement :

« J’ai improvisé l’accroche comme ça, sans papier. J’ai juste fait un freestyle dans le studio parce que j’adorais le beat. Donc la partie avec “yikes”, c’est quand j’ai entendu le beat pour la toute première fois. Les couplets, je les ai écrits, l'outro, c’était du freestyle. Je voulais être plus agressive sur la chanson, donc j'ai changé le flow après la quatrième ligne du second couplet. »

Yikes dure 2 minutes et 36 secondes, et contient un rythme "clic-clac" avec une basse solidement ancrée ainsi que des claviers épurés. Dans la chanson, Minaj fait référence à Rosa Parks : « Toutes ces pétasses sont Rosa Parks, oh oh levez vos culs ». Dans le refrain, le jeu de mots « T'es un clown, tu fais Ça pour les likes » fait également référence à Pennywise, et est interprété par XXL et Vulture comme une pique envers son ex-compagnon Meek Mill, avec qui elle s'était disputé sur Twitter le 5 février,.

## Accueil critique
Jessica McKinney de Complex nomme la chanson dans sa liste des meilleurs musiques de la semaine, affirmant que « Nicki l'a toujours » et que Yikes est « un titre arrogant qui semble s'adresser à tous les "clowns" présents sur les réseaux sociaux ». Erika Marie de HotNewHipHop donne une critique positive, et écrit que malgré la polémique créée, Yikes est « bien plus qu'une seule ligne ». Elle note aussi que bien que « Minaj ait été critiquée pour avoir passé plus de temps se conformer au public pop, (...) il semblerait que la MC du Queens soit de retour avec les rimes insultantes que les Barbz adorent ». Ce retour aux sources est également remarqué par Brendan Wetmore de PAPER : « Nicki est plus sûre d'elle-même et résistante aux critiques que jamais. La chanson rappelle l'audace de Only, avec un ton rafraîchissant tout droit sorti d'une session de Pink Friday ». 

## Accueil commercial
Yikes cumule 20 000 téléchargements et 15.5 million de streams aux États-Unis lors de sa première semaine de sortie, débutant au sommet du classement Billboard Digital Song Sales — la première fois pour une rappeuse en solo dans l'histoire du classement – et en 23e position du classement général, étendant son record à 108 entrées. Le titre débute également en 6e position du classement Rolling Stone. Il tombe en 53e position du classement Rolling Stone la deuxième semaine, avec 58 400 unités vendues (incluant 6.8 million de streams).

## Crédits
- Nicki Minaj : interprète, compositrice [14]
- Darryl "Pooh Beatz" Clemons : compositeur, producteur[14]
- Derrick Milano : compositrice[14]

## Classements hebdomadaires
| Classement (2020)               | Meilleure position |
| ------------------------------- | ------------------ |
| Canada (Hot 100)                | 54                 |
| Écosse (OCC)                    | 35                 |
| États-Unis (Digital Song Sales) | 1                  |
| États-Unis (Hot 100)            | 23                 |
| États-Unis (R&B/Hip-Hop Songs)  | 13                 |
| États-Unis (Rolling Stone 100)  | 6                  |
| France (SNEP)                   | 24                 |
| Hongrie (Rádiós Top 40)         | 16                 |
| Irlande (IRMA)                  | 85                 |
| Nouvelle-Zélande (RMNZ)         | 15                 |
| Royaume-Uni (UK Singles Chart)  | 69                 |